# Václav Bernard
Václav Bernard (* 31. prosince 1975 Domažlice) je český politik a podnikatel, od února 2022 náměstek ministra dopravy ČR, od roku 2014 starosta městyse Všeruby na Domažlicku, člen hnutí STAN.

## Život
V roce 1994 maturoval na Střední průmyslové škole elektrotechnické v Plzni (SPŠE Plzeň). V letech 2018–2021 studoval na Metropolitní univerzitě v Praze bakalářský studijní program Veřejná správa. Na téže univerzitě pokračoval v magisterském studijním programu Evropská studia a veřejná správa, v roce 2023 získal magisterský diplom.
V letech 1997–2014 se živil jako podnikatel (OSVČ) v rodinné firmě. Od února 2024 je místopředsedou Řídicího výboru Českých drah. Působí jako člen pracovní skupiny Inovace oborové soustavy při Národním pedagogickém institutu ČR (NPI), člen Rady pro odborné vzdělávání při MŠMT a člen výboru Státního fondu dopravní infrastruktury (SFDI). Je také členem Dopravní komise Svazu měst a obcí ČR. a od roku 2019 mluvčím Česko-německé občanské iniciativy proti mezinárodní nákladní dopravě.
Václav Bernard žije v městysi Všeruby na Domažlicku.

## Politické působení
V komunálních volbách v roce 2010 byl zvolen jako nezávislý na kandidátce subjektu "ZA ROZVOJ OBCE" (tj. hnutí STAN a nezávislí kandidáti) zastupitelem městyse Všeruby. Ve volbách v roce 2014 post zastupitele městyse obhájil, když z pozice nestraníka za hnutí STAN vedl kandidátku subjektu „ZA ROZVOJ OBCE“ (tj. hnutí STAN a nezávislí kandidáti). V listopadu 2014 se navíc stal starostou městyse.
Také ve volbách v roce 2018 obhájil post zastupitele městyse, tentokrát již jako člen hnutí STAN a lídr kandidátky subjektu "ZA ROZVOJ OBCE" (tj. hnutí STAN a nezávislí kandidáti). Po druhé byl zvolen starostou městyse. Ve volbách v roce 2022 opět obhájil post zastupitele městyse jako člen hnutí STAN a lídr kandidátky subjektu „ZA ROZVOJ OBCE“ (tj. hnutí STAN). V říjnu 2022 byl po třetí zvolen starostou městyse.
V krajských volbách v roce 2016 kandidoval jako nestraník za hnutí STAN na kandidátce subjektu „Starostové a Patrioti s podporou Svobodných a Soukromníků“ do Zastupitelstva Plzeňského kraje, ale neuspěl. Od roku 2016 byl registrovaným příznivcem a od roku 2018 je členem hnutí STAN. V letech 2018–2021 vykovával funkci předsedy Komise pro dopravu STAN. Je členem Resortní rady STAN a místopředsedou Výboru pro dopravu Zastupitelstva Plzeňského kraje. V krajských volbách v roce 2020 kandidoval jako člen hnutí STAN na posledním místě kandidátky subjektu „STAROSTOVÉ (STAN) s JOSEFEM BERNARDEM a podporou Zelených, PRO PLZEŇ a Idealistů“ do Zastupitelstva Plzeňského kraje, ale opět neuspěl. Kandidoval rovněž ve volbách v roce 2024 na samostatné kandidátce hnutí STAN, ale z 15. místa kandidátky nebyl zvolen.
Ve volbách do Poslanecké sněmovny PČR v roce 2021 kandidoval jako člen hnutí STAN na 17. místě kandidátky koalice Piráti a Starostové v Plzeňském kraji, ale neuspěl. Byl vedoucím expertního týmu koalice PirSTAN pro oblast dopravy. Od února 2022 jej ministr dopravy ČR Martin Kupka jmenoval svým politickým náměstkem.
Ve volbách do Poslanecké sněmovny PČR v roce 2025 kandiduje na 3. místě kandidátky hnutí STAN v Plzeňském kraji.